# Tommy Støckel
Tommy Støckel (* 1972 in Kopenhagen) ist ein in Berlin lebender dänischer Künstler, der sich konzeptionell mit Skulpturen, Installationen und Collagen beschäftigt. Für seine Arbeiten produziert er Papiercollagen, geometrische Skulpturen und Installationen. Dabei benutzt er u. a. die Gelben Seiten und Kataloge von Modellfiguren. Støckel studierte von 1992 bis 1998 an der Königlich Dänischen Kunstakademie in Kopenhagen.

## Ausstellungen (Auswahl)
- 2018: Things for a Symmetrical Tower, Nikolaj Kunsthal, Kopenhagen
- 2018: The Atlantic Project: After the Future, Plymouth
- 2016: The 8th Climate: What Does Art Do?, 11th Gwangju Biennale, Gwangju
- 2012: Abstract Possible - The Stockholm Synergies, Tensta Konsthall, Stockholm
- 2011: Dystopia, CAPC Museum of Contemporary Art, Bordeaux
- 2010: 3 Sculptures, SMART Project Space, Amsterdam
- 2010: ARS, Fondazione Arnaldo Pomodoro, Mailand
- 2009: Sculpture Show, Eastside Projects, Birmingham
- 2008: From Here to Then and Back again, Kunstverein Langenhagen, Langenhagen
- 2006: Ist das Leben nicht schön?, Kunstverein Frankfurt
- 2006: Fantom, Schloss Charlottenborg, Kopenhagen
- 2006: ShiftScale - The Extended Field of Sculpture, KUMU The Art Museum of Estonia, Tallinn
- 2003: New Perspectives, Overgaden - Institute of Contemporary Art, Kopenhagen
- 2002: 8. Baltic Triennial, CAC, Vilnius
- 2002: Esplanaden 2002, Schloss Charlottenborg, Kopenhagen